# Mravlje
Mravlje (znanstveno ime Formicidae, latinsko formica - mravlja) so po kriteriju števila vrst zelo uspešna družina kožekrilcev, v katero uvrščamo preko 12.000 danes živečih opisanih vrst žuželk. Njihova glavna značilnost je, da so evsocialne živali, ki živijo v kolonijah z izraženo razdelitvijo v kaste in delitvijo dela. Ta prilagoditev jim je omogočila, da so naselile skoraj vsa kopna na Zemlji in postale izredno številčne. Danes predstavljajo med 15 in 20 % vse kopenske biomase živali, v tropih, kjer so najštevilčnejše, pa tudi do 25 %.
Z mravljami se znanstveno ukvarja posebna veja entomologije, imenovana mirmekologija (iz grščine myrmec - mravlja in λόγος (logos) - veda, znanost). Predpona mirmeko- se uporablja tudi za druge pojme, povezane z mravljami.

## Telesne značilnosti
Med ozkopase ose (Apocrita) uvrščamo mravlje predvsem na podlagi tega, da je členjenje telesa pri njih nekoliko drugačno kot pri ostalih žuželkah. Zadnji člen oprsja je zlit s prvim členom zadka in tvori ozek »pecelj«, imenovan pedicel. Oprsju mravelj za ločevanje od drugih žuželk zato pravimo mezosoma (namesto toraks), zadku pa metasoma ali gaster (namesto abdomen). Dosegajo različne velikosti, od dveh do 25 mm v dolžino in so različnih barv, največkrat črne ali rjave.
Glava nosi par kolenčastih (genikulatnih) tipalnic, ki so lahko pri nekaterih samcih tudi nitaste, vse pa imajo dolg prvi člen, razmeroma dobro razvite sestavljene oči in tri očesca, poleg tega pa še obustne okončine, preoblikovane v grizalo, izmed katerih izstopa par močnih mandibul. Pri poddružinah Dorylinae in Ecitoninae iz Afrike so oči močno reducirane, mnogo predstavnikov je celo popolnoma slepih.
Mezosoma spolno aktivnih osebkov nosi par redko ožiljenih membranastih kril, ki po ustalitvi odpadejo, letalne mišice pa se razgradijo in porabijo za tvorbo jajčec. Noge so normalno razvite, stopalca se končujejo s kavlji, s katerimi se mravlja oprime podlage. Pedicel ima lahko enega ali več izrastkov, ki so uporaben znak pri določanju vrst.
Na koncu zadka imajo želo, ki pa ni prisotno pri vseh vrstah mravelj. Z njim so povezane žleze, ki izločajo obrambne spojine, npr. metanojsko kislino, ki je po njih dobila ljudsko ime mravljinčna kislina.
Jajčeca mravelj so zelo drobna; komercialno dostopna »jajca mravelj« so v resnici bube. Ličinke so podobne drobnim belim črvičkom brez okončin, njihovo preživetje je povsem odvisno od drugih osebkov.
Tako po telesni obliki kot po vedenju so na prvi pogled delavke podobne termitom, ki jim zaradi tega včasih pravijo tudi »bele mravlje«, vendar natančnejši pregled razkrije nekatere ključne razlike, kot so na primer ozek pedicel pri mravljah. Po pedicelu najlažje ločimo mravlje tudi od členonožcev, ki posnemajo njihovo obliko.

## Življenje
Organiziranost v kolonije je tako kot pri termitih glavna značilnost življenja mravelj. Delitev dela narekuje različno telesno zgradbo posameznih osebkov (socialni polimorfizem). Po njihovi vlogi v koloniji jih delimo v »kaste«, kompleksnost socialne organiziranosti mravelj pa je odvisna od velikosti kolonije - sega od majhnih kolonij s slabo izraženo razdelitvijo v kaste, do ogromnih kolonij z množico hierarhično organiziranih kast, med katerimi lahko prihaja tudi do konfliktov. Zato je deloma zgrešeno uveljavljeno prepričanje, da je kolonija brezhibno usklajena skupina osebkov, ki altruistično delujejo v dobro celotne skupnosti. 
Kljub temu pa je kolonija mravelj zelo kompleksno organizirana skupnost, katere predstavniki se usklajujejo s pomočjo kemijskih spojin - feromonov. Sistem feromonov je zaradi življenja v skupnosti kompleksnejši kot pri ostalih kožekrilcih. »Skavtinje« tako puščajo na tleh sled feromonov, ki vodi do vira hrane. Kadar hrane zmanjka, prenehajo oddajati feromone in sled kmalu izgine. Poškodovane mravlje izločajo alarmni feromon, ki v večjih koncentracijah sproži rojenje in napad.  Feromoni nastajajo v mnogih žlezah, ki imajo izvodila na različnih delih telesa. Z občutljivimi receptorji v parnih tipalnicah lahko mravlje zaznavajo tako jakost kot smer feromonskega dražljaja. Celoten zunanji skelet mravelj je prepojen s specifičnim ogljikovim hidratom, na podlagi katerega se ločijo pripadniki različnih kolonij. Mravlje pa proizvajajo tudi zvočne signale s stridulacijo, ki služijo kot dodatno sredstvo za sporazumevanje med člani kolonije in z drugimi živalmi.
Kolonije so lahko zelo dolgožive. Matica lahko (odvisno od vrste) živi tudi do 30 let, delavke pa eno do tri leta. Samci po drugi strani v večini primerov dočakajo le nekaj tednov. V območjih s tropskim podnebjem so mravlje aktivne vse leto, v hladnejših predelih sveta pa pozimi mirujejo. Strategija preživetja zime se pri različnih vrstah razlikuje. Pri enih vrstah preživijo hladno obdobje leta ličinke, ki povsem mirujejo (v stanju t. i. diapavze), pri drugih pa preživijo odrasle delavke v stanju zmanjšane aktivnosti.

### Kaste
Kolonija navadno vsebuje eno ali več matic, v večini primerov so to edini predstavniki kolonije, ki se razmnožujejo. Med njimi se lahko vzpostavi tudi hierarhija, kjer dominantna samica zavira razmnoževanje podrejenih. Samica se pari samo enkrat v življenju; samčevo semensko tekočino lahko hrani tudi deset let in z njo postopoma oplojuje jajčeca, iz katerih se rojevajo delavke. Mravlje imajo, podobno kot ostali kožekrilci, haplodiploidno določanje spola. Iz neoplojenih jajčec se razvijejo haploidni samci, iz oplojenih pa diploidne samice. Spolno razviti krilati osebki nastajajo v ugodnih razmerah, v krajih z zmernim podnebjem je to spomladi. Godni samci in samice odletijo iz kolonije ter se sparijo v zraku ali na tleh. Samci kmalu po paritvi poginejo, samice pa poiščejo ustrezno mesto in si izkopljejo kamrico, kjer se izležejo prve delavke.
Vse delavke, ki so potomke ene matice, so samice, genetsko gledano sestre. V redkih primerih lahko partenogenetsko tvorijo jajčeca iz katerih se razvijejo samci, vendar spolno niso popolnoma razviti in so v večini primerov sterilni. Večje skupnosti mravelj imajo več hierarhično urejenih kast delavk, ki se razlikujejo po velikosti. Skrajen primer specializacije so delavke rodu Mrymecosystus, ki delujejo kot shramba za hrano - v svoje prebavilo lahko spravijo velike količine nektarja, zaradi česar se jim zadek zelo raztegne. Tako napolnjene ostanejo v gnezdu in v jo obdobju pomanjkanja hrane izločajo drugim delavkam. Vloga delavke se tekom njenega življenja spreminja. Prvih nekaj dni po izvalitvi skrbi za matico. Čez nekaj časa dobi nalogo gradnje in vzdrževanja mravljišča, stare delavke pa iščejo hrano in branijo kolonijo. Stare delavke so tako izpostavljene največjemu tveganju, saj predstavlja njihova morebitna izguba najmanjši »strošek« za skupnost. Vloge niso fiksne in se lahko spremenijo kot odziv na nepredvidene dogodke v koloniji.
Definirana kasta vojakov (oz. vojakinj, saj so tudi te ženskega spola) nastopa pri redkih vrstah mravelj; večinoma za obrambo skrbijo delavke. Le pri mravljah, ki tvorijo največje kolonije, je vloga največjih osebkov izključno za obrambo. Ti imajo zelo poudarjene določene telesne dele (npr. čeljusti) in dosegajo tudi do stokratno velikost najmanjših delavk. V splošnem se mravlje branijo z grizenjem in pikanjem, pri čemer jim služijo velike čeljusti in obrambne spojine. Mravljinčna kislina ima poleg obrambe pred plenilci tudi antimikrobno vlogo in gnezda mravelj so prepojena z njo.
Poseben primer med mravljami so vrste, ki izkoriščajo delavke drugih vrst; pri mnogo mravljah je v manjši ali večji meri izražen takšen socialni parazitizem. V enem primeru matica s posnemanjem gostitelja infiltrira kolonijo druge vrste in pusti, da za njen zarod skrbijo delavke gostiteljske kolonije. Te sčasoma poginejo in nova matica s svojim zarodom prevzame zgrajeno gnezdo. Drug tak primer so »sužnjelastniške« mravlje, ki napadejo kolonijo drugih mravelj in ukradejo zarod, ta pa nato sodeluje pri skrbi za novo matico ter njene potomce. Takšna je recimo evropska vrsta Formica sanguinea. Nekatere med njimi sploh nimajo delavk in producirajo samo spolno aktivne potomce.

### Mravljišče
Mnoge, predvsem primitivnejše mravlje ne gradijo posebnih gnezd in ustvarijo manjšo kolonijo le v obdobju razmnoževanja. Trajnejše kolonije so zgrajene iz rastlinskega materiala in zemlje, nahajajo se lahko pod zemljo, v drevesnih štorih in krošnjah. V Evropi najbolj znana so talna mravljišča, ki jih zaznamuje kup zemlje, prekrit z listnim odpadom. Nastane zato, ker delavke odlagajo izkopani material ob izhodu iz mravljišča, nekatere vrste pa ga tudi oblikujejo podobno kot termiti in izdolbejo v njem kamrice. Vhodi so lahko dvignjeni, da preprečijo vdor vode v gnezdo ob deževju. Krojaške mravlje v tropih si ustvarijo gnezda v krošnjah dreves, tako da zvijejo liste in jih zlepijo s svilo, ki jo izločajo s posebnimi žlezami. V splošnem so gnezda mravelj regulirani sistemi, kjer člani kolonije aktivno uravnavajo prezračenost, vlažnost in temperaturo, kakršne ustrezajo ličinkam in morebitnim gojenim organizmom.
Mravlje iz različnih mravljišč se ločijo med seboj po vonju in so večinoma agresivne druga do druge. Med naselivijo argentinskih mravelj (Iridomyrmex humilis) v južni Evropi pa je prišlo do pojava, kjer so se mravlje iz ene majhne populacije, prinešene od drugod, razmnožile in razširile po velikem ozemlju. Med osebki iz kasneje vzpostavljenih kolonij zaradi skupnega prednika ne prihaja do agresije in leta 2002 je takšna »superkolonija«, kjer izmenjava osebkov med gnezdi ni ovirana, obsegala 6000 km dolg pas med Italijo in atlantsko obalo Španije.

## Ekologija
So edina skupina kožekrilcev, ki so prave talne (edafske) živali. Njihova vloga v pedogenetskih procesih je večinoma le posredna - z gradnjo gnezd pripomorejo k razkrajanju lesa in prezračevanju prsti ter vnašanju organskega materiala v slednjo, pomembnejša pa je njihova vloga pri uravnavanju populacij drugih talnih živali.
Življenje v skupnostih in delitev dela (evsocialnost) je mravljam omogočila, da so poselile skoraj vse kopenske ekosisteme na Zemlji in postale po mnenju nekaterih najuspešnejša skupina živali sploh. Gotovo so najuspešnejše po številu osebkov, saj predstavljajo kljub majhni telesni velikosti povprečno med 15 in 20 % vse kopenske biomase živali, v tropih, kjer so najštevilčnejše, pa tudi do 25 %. Zaradi številčnosti in organiziranosti so sposobne preživeti v pogojih, kjer posamezni osebki ne bi mogli. Kljub temu se proti severu in z nadmorsko višino število vrst zmanjšuje. Avtohtonih mravelj ni le na Antarktiki, Islandiji, delih Polinezije, Havajih in drugih odmaknjenih ali negostoljubnih otokih.
Prehranjevalne navade mravelj ponujajo zanimivo analogijo s človeško zgodovino. Najprimitivnejše danes živeče vrste mravelj so lovci, ki plenijo hrano po okolici. Njihove kolonije so majhne ali jih ni, le od časa do časa se ustalijo in ustvarijo novo generacijo. Naslednjo stopnjo predstavljajo »pastirji in nabiralci«, sem sodi večina evropskih mravelj. Te mravlje večinoma nabirajo rastlinsko hrano in občasno plenijo druge živali, oskrbujejo pa tudi listne uši, z mano katerih se prehranjujejo. Nekatere med njimi listne uši ali druge živali, kot so gosenice metuljev iz družine modrinov (Lycaenidae) celo gojijo v svojih gnezdih. Najvišja stopnja so »poljedelske« mravlje, ki jih najbolje predstavljajo krojaške mravlje v tropskih predelih Amerike. Te mravlje se prehranjujejo z glivami, ki jih namensko gojijo v posebnih delih svojih gnezd in oskrbujejo z razrezanimi listi rastlin.
Njihov vpliv na ekosistem ponazarjajo tisoči rastlinskih in živalskih vrst, ki so razvile takšne in drugačne prilagoditve, povezane z mravljami. Pri stotinah rastlinskih vrst v skoraj 40 družinah so razvite posebne strukture, namenjene za njihov življenjski prostor. Mravlje te rastline v zameno za prebivališče branijo pred rastlinojedi. Mnoge rastline izkoriščajo mravlje za raznašanje semen (temu pojavu pravimo mirmekohorija). Poleg živali, ki jih mravlje gojijo v svojih gnezdih, se v mravljiščih naselijo tudi zanje škodljive živali. V ta namen več kot 2000 vrst členonožcev posnema telesno obliko, barvo, teksturo in celo vedenje mravelj. Te živali živijo v mravljiščih kot zajedavci ali plenijo mravlje.

### Mravlje in ljudje
Neposreden vpliv na človeka ni bistven. V nekaterih kulturah, npr. v Mehiki, Kolumbiji in na Tajskem, je razširjeno prehranjevanje z mravljami, vendar mravlje predstavljajo le dopolnilno prehrano ali redko specialiteto. Uporabne so za odstranjevanje škodljivcev z vrtov in prezračevanje prsti, vendar lahko postanejo tudi nevšečnost, če se preveč namnožijo. Ravno tako so nezaželene mravlje, ki iščejo hrano po človekovih bivališčih.
Z mravljami se ukvarja mirmekologija, posebna veja entomologije. Znanstveniki jih uporabljajo kot model za preučevanje mnogo bioloških procesov, kot so selekcija znotraj sorodstva in druge sociobiološke procese, uporabne pa so tudi kot indikatorski organizmi pri preučevanju biodiverzitete. Pogosto opisujejo kolonije mravelj ali drugih socialnih žuželk kot superorganizme, kjer skupina osebkov kot celota pridobi lastnosti, ki jih ne moremo razložiti s seštevkom njenih sestavnih delov. Spoznanja o socialnem vedenju mravelj in optimiziranosti njihovih skupnosti izkoriščajo računalniški programerji za optimizacijo algoritmov za reševanje specifičnih problemov v računalništvu. Tudi za laike pa so mravlje zanimive za gojenje in »mravlje farme« so bile od petdesetih do sedemdesetih let dvajsetega stoletja predvsem v ZDA priljubljena izobraževalna igrača.

#### Kulturne reference
Pa pridna mravlja nikoli križem rok ne drži. Čeravno dež zunanja dela ovira, je vendar doma eno ali drugo reč treba popraviti.— Fran Erjavec, Mravlja (1857)
Kolonije mravelj so že od nekdaj fascinirale ljudi in mravlje so že vsaj od antike zgled za delavnost, vztrajnost in žrtvovanje v dobro skupnosti. V tej luči jih prikazuje med drugim Ezopova basen »Kobilica in mravlje« ter Knjiga pregovorov v Stari zavezi, ki jih kot takšne daje za vzgled ljudem. Tudi v slovenščini je znan izrek »priden kot mravlja«. Slovenski pisec Fran Erjavec jih je opisal v znanem eseju z naslovom »Mravlja«, v katerem jim je sicer pripisal mnogo človeških lastnosti, a je njegov opis življenja kolonije kljub temu presenetljivo natančen.
V novejšem času nastopajo mravlje v animiranih filmih, kot so Antz, A Bug's Life ipd., ali kot navdih za nezemeljske rase bitij v znanstvenofantastičnih zgodbah (npr. Vesoljski bojevniki avtorja Roberta Ansona Heinleina), pogosto kot skupnost organizmov s kolektivno zavestjo (kar je razširjeno zmotno prepričanje o resničnih kolonijah mravelj).

## Sistematika in evolucija
Mravlje so se prvič pojavile v srednji kredi. Najstarejši fosilni ostanki so stari okoli 90 milijonov let, po fosilnih ostankih sorodnih os pa ocenjujejo, da je družina stara okoli 120 milijonov let. Najprimitivnejša skupina mravelj je nedvomno poddružina Sphecomyrminae, izumrla v začetku terciarja, katere predstavniki so že živeli v skupnostih z razvito delitvijo na kaste. Od »modernih« telesnih značilnosti jim je manjkal le dolg prvi člen tipalnic. Sprva so bile mravlje številčno zelo slabo zastopane v favni žuželk; v jantarju iz krede je manj kot 1 % osebkov mravelj. Pred okoli 50 milijoni let, v terciarju, pa je prišlo do eksplozivne radiacije vrst in tudi delež osebkov v celotnem fosilnem zapisu se je povečal, zato domnevajo, da so mravlje takrat postala dominantna skupina žuželk. Najbolj skokovit porast števila osebkov je razviden iz ostankov iz oligocena (pred 35 milijoni let), kar povezujemo s pojavom rodov, ki danes tvorijo ogromne kolonije. V skladih jantarja, starih 20-25 milijonov let, so prisotne že vse sodobne skupine mravelj.
Zaradi visoke specializiranosti mravelj in razlik v primerjavi z ostalimi skupinami kožekrilcev so jih včasih klasificirali kot naddružino (Formicoidea), danes pa velja prepričanje, da se je njihova biologija spreminjala tako hitro zaradi življenja v skupnosti in mravlje zdaj obravnavamo kot družino.
Razmerja znotraj ozkopasih os (Apocrita), s tem pa sorodnost mravelj z osami, čebelami idr., še niso povsem razjasnjena. Vemo, da sta si največji poddružini, Formicinae in Dolichoderinae zelo sorodni, prav tako poddružini Dorylinae in Ecitoninae z reduciranimi očmi.
|  | Ecitoninae                                                    |
|  |                                                               |
|  | Aenictinae                                                    |
|  |                                                               |
|  | \| \| Dorylini \| \| \| \| \| \| Aenictogitoninae \| \| \| \| |
|  |                                                               |
|  | Dorylini                                                      |
|  |                                                               |
|  | Aenictogitoninae                                              |
|  |                                                               |

|  | Dorylini         |
|  |                  |
|  | Aenictogitoninae |
|  |                  |

|  | Ecitoninae                                                    |
|  |                                                               |
|  | Aenictinae                                                    |
|  |                                                               |
|  | \| \| Dorylini \| \| \| \| \| \| Aenictogitoninae \| \| \| \| |
|  |                                                               |
|  | Dorylini                                                      |
|  |                                                               |
|  | Aenictogitoninae                                              |
|  |                                                               |

|  | Dorylini         |
|  |                  |
|  | Aenictogitoninae |
|  |                  |

|  | Dolichoderinae |
|  |                |
|  | Aneuretinae    |
|  |                |

|  | Pseudomyrmecinae |
|  |                  |
|  | Myrmeciinae      |
|  |                  |

|  | Dolichoderinae |
|  |                |
|  | Aneuretinae    |
|  |                |

|  | Pseudomyrmecinae |
|  |                  |
|  | Myrmeciinae      |
|  |                  |

|  | \| \| Ectatomminae \| \| \| \| \| \| Heteroponerinae \| \| \| \| |
|  |                                                                  |
|  | Myrmicinae                                                       |
|  |                                                                  |
|  | Formicinae                                                       |
|  |                                                                  |
|  | Ectatomminae                                                     |
|  |                                                                  |
|  | Heteroponerinae                                                  |
|  |                                                                  |

|  | Ectatomminae    |
|  |                 |
|  | Heteroponerinae |
|  |                 |

|  | Dolichoderinae |
|  |                |
|  | Aneuretinae    |
|  |                |

|  | Pseudomyrmecinae |
|  |                  |
|  | Myrmeciinae      |
|  |                  |

|  | Dolichoderinae |
|  |                |
|  | Aneuretinae    |
|  |                |

|  | Pseudomyrmecinae |
|  |                  |
|  | Myrmeciinae      |
|  |                  |

|  | \| \| Ectatomminae \| \| \| \| \| \| Heteroponerinae \| \| \| \| |
|  |                                                                  |
|  | Myrmicinae                                                       |
|  |                                                                  |
|  | Formicinae                                                       |
|  |                                                                  |
|  | Ectatomminae                                                     |
|  |                                                                  |
|  | Heteroponerinae                                                  |
|  |                                                                  |

|  | Ectatomminae    |
|  |                 |
|  | Heteroponerinae |
|  |                 |

|  | Ecitoninae                                                    |
|  |                                                               |
|  | Aenictinae                                                    |
|  |                                                               |
|  | \| \| Dorylini \| \| \| \| \| \| Aenictogitoninae \| \| \| \| |
|  |                                                               |
|  | Dorylini                                                      |
|  |                                                               |
|  | Aenictogitoninae                                              |
|  |                                                               |

|  | Dorylini         |
|  |                  |
|  | Aenictogitoninae |
|  |                  |

|  | Ecitoninae                                                    |
|  |                                                               |
|  | Aenictinae                                                    |
|  |                                                               |
|  | \| \| Dorylini \| \| \| \| \| \| Aenictogitoninae \| \| \| \| |
|  |                                                               |
|  | Dorylini                                                      |
|  |                                                               |
|  | Aenictogitoninae                                              |
|  |                                                               |

|  | Dorylini         |
|  |                  |
|  | Aenictogitoninae |
|  |                  |

|  | Dolichoderinae |
|  |                |
|  | Aneuretinae    |
|  |                |

|  | Pseudomyrmecinae |
|  |                  |
|  | Myrmeciinae      |
|  |                  |

|  | Dolichoderinae |
|  |                |
|  | Aneuretinae    |
|  |                |

|  | Pseudomyrmecinae |
|  |                  |
|  | Myrmeciinae      |
|  |                  |

|  | \| \| Ectatomminae \| \| \| \| \| \| Heteroponerinae \| \| \| \| |
|  |                                                                  |
|  | Myrmicinae                                                       |
|  |                                                                  |
|  | Formicinae                                                       |
|  |                                                                  |
|  | Ectatomminae                                                     |
|  |                                                                  |
|  | Heteroponerinae                                                  |
|  |                                                                  |

|  | Ectatomminae    |
|  |                 |
|  | Heteroponerinae |
|  |                 |

|  | Dolichoderinae |
|  |                |
|  | Aneuretinae    |
|  |                |

|  | Pseudomyrmecinae |
|  |                  |
|  | Myrmeciinae      |
|  |                  |

|  | Dolichoderinae |
|  |                |
|  | Aneuretinae    |
|  |                |

|  | Pseudomyrmecinae |
|  |                  |
|  | Myrmeciinae      |
|  |                  |

|  | \| \| Ectatomminae \| \| \| \| \| \| Heteroponerinae \| \| \| \| |
|  |                                                                  |
|  | Myrmicinae                                                       |
|  |                                                                  |
|  | Formicinae                                                       |
|  |                                                                  |
|  | Ectatomminae                                                     |
|  |                                                                  |
|  | Heteroponerinae                                                  |
|  |                                                                  |

|  | Ectatomminae    |
|  |                 |
|  | Heteroponerinae |
|  |                 |

|  | Ecitoninae                                                    |
|  |                                                               |
|  | Aenictinae                                                    |
|  |                                                               |
|  | \| \| Dorylini \| \| \| \| \| \| Aenictogitoninae \| \| \| \| |
|  |                                                               |
|  | Dorylini                                                      |
|  |                                                               |
|  | Aenictogitoninae                                              |
|  |                                                               |

|  | Dorylini         |
|  |                  |
|  | Aenictogitoninae |
|  |                  |

|  | Ecitoninae                                                    |
|  |                                                               |
|  | Aenictinae                                                    |
|  |                                                               |
|  | \| \| Dorylini \| \| \| \| \| \| Aenictogitoninae \| \| \| \| |
|  |                                                               |
|  | Dorylini                                                      |
|  |                                                               |
|  | Aenictogitoninae                                              |
|  |                                                               |

|  | Dorylini         |
|  |                  |
|  | Aenictogitoninae |
|  |                  |

|  | Dolichoderinae |
|  |                |
|  | Aneuretinae    |
|  |                |

|  | Pseudomyrmecinae |
|  |                  |
|  | Myrmeciinae      |
|  |                  |

|  | Dolichoderinae |
|  |                |
|  | Aneuretinae    |
|  |                |

|  | Pseudomyrmecinae |
|  |                  |
|  | Myrmeciinae      |
|  |                  |

|  | \| \| Ectatomminae \| \| \| \| \| \| Heteroponerinae \| \| \| \| |
|  |                                                                  |
|  | Myrmicinae                                                       |
|  |                                                                  |
|  | Formicinae                                                       |
|  |                                                                  |
|  | Ectatomminae                                                     |
|  |                                                                  |
|  | Heteroponerinae                                                  |
|  |                                                                  |

|  | Ectatomminae    |
|  |                 |
|  | Heteroponerinae |
|  |                 |

|  | Dolichoderinae |
|  |                |
|  | Aneuretinae    |
|  |                |

|  | Pseudomyrmecinae |
|  |                  |
|  | Myrmeciinae      |
|  |                  |

|  | Dolichoderinae |
|  |                |
|  | Aneuretinae    |
|  |                |

|  | Pseudomyrmecinae |
|  |                  |
|  | Myrmeciinae      |
|  |                  |

|  | \| \| Ectatomminae \| \| \| \| \| \| Heteroponerinae \| \| \| \| |
|  |                                                                  |
|  | Myrmicinae                                                       |
|  |                                                                  |
|  | Formicinae                                                       |
|  |                                                                  |
|  | Ectatomminae                                                     |
|  |                                                                  |
|  | Heteroponerinae                                                  |
|  |                                                                  |

|  | Ectatomminae    |
|  |                 |
|  | Heteroponerinae |
|  |                 |

|  | Ecitoninae                                                    |
|  |                                                               |
|  | Aenictinae                                                    |
|  |                                                               |
|  | \| \| Dorylini \| \| \| \| \| \| Aenictogitoninae \| \| \| \| |
|  |                                                               |
|  | Dorylini                                                      |
|  |                                                               |
|  | Aenictogitoninae                                              |
|  |                                                               |

|  | Dorylini         |
|  |                  |
|  | Aenictogitoninae |
|  |                  |

|  | Ecitoninae                                                    |
|  |                                                               |
|  | Aenictinae                                                    |
|  |                                                               |
|  | \| \| Dorylini \| \| \| \| \| \| Aenictogitoninae \| \| \| \| |
|  |                                                               |
|  | Dorylini                                                      |
|  |                                                               |
|  | Aenictogitoninae                                              |
|  |                                                               |

|  | Dorylini         |
|  |                  |
|  | Aenictogitoninae |
|  |                  |

|  | Dolichoderinae |
|  |                |
|  | Aneuretinae    |
|  |                |

|  | Pseudomyrmecinae |
|  |                  |
|  | Myrmeciinae      |
|  |                  |

|  | Dolichoderinae |
|  |                |
|  | Aneuretinae    |
|  |                |

|  | Pseudomyrmecinae |
|  |                  |
|  | Myrmeciinae      |
|  |                  |

|  | \| \| Ectatomminae \| \| \| \| \| \| Heteroponerinae \| \| \| \| |
|  |                                                                  |
|  | Myrmicinae                                                       |
|  |                                                                  |
|  | Formicinae                                                       |
|  |                                                                  |
|  | Ectatomminae                                                     |
|  |                                                                  |
|  | Heteroponerinae                                                  |
|  |                                                                  |

|  | Ectatomminae    |
|  |                 |
|  | Heteroponerinae |
|  |                 |

|  | Dolichoderinae |
|  |                |
|  | Aneuretinae    |
|  |                |

|  | Pseudomyrmecinae |
|  |                  |
|  | Myrmeciinae      |
|  |                  |

|  | Dolichoderinae |
|  |                |
|  | Aneuretinae    |
|  |                |

|  | Pseudomyrmecinae |
|  |                  |
|  | Myrmeciinae      |
|  |                  |

|  | \| \| Ectatomminae \| \| \| \| \| \| Heteroponerinae \| \| \| \| |
|  |                                                                  |
|  | Myrmicinae                                                       |
|  |                                                                  |
|  | Formicinae                                                       |
|  |                                                                  |
|  | Ectatomminae                                                     |
|  |                                                                  |
|  | Heteroponerinae                                                  |
|  |                                                                  |

|  | Ectatomminae    |
|  |                 |
|  | Heteroponerinae |
|  |                 |

Kladogram danes živečih poddružin mravelj. Razvejitev ponazarja skupnega prednika; kjer se razveji v tri ali več enakovrednih vej, ni jasno, katera od poddružin je izvornejša.

*Cerapachyinae je parafiletska poddružina.

### Mravlje v Sloveniji
Mravlje so v Sloveniji slabo raziskana skupina. Težavo predstavlja tudi dejstvo, da se njihova sistematika z novimi objavami hitro spreminja. Po zdaj zbranih podatkih živi tu 132 vrst mravelj. Med najpogostejšimi vrstami so rdeča gozdna oz. velika rdeča mravlja (Formica rufa), rumena travniška mravlja (Lasius flavus) in črna mravlja (Lasius niger).